# Emanuel Gut

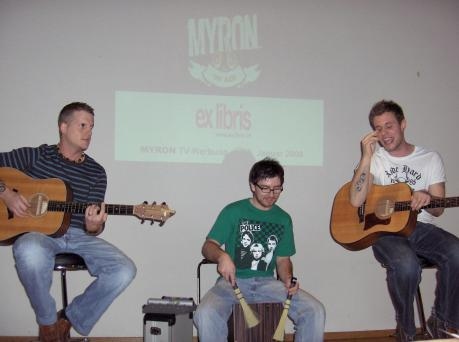
Manu-L (rechts) mit Myron

Manu-L (bürgerlich Emanuel Gut, * 16. April 1983) ist ein Schweizer Sänger, der als Frontmann der Band Myron und durch die Zusammenarbeit mit dem Schweizer DJ und Produzenten Remady bekannt wurde.

## Leben und Karriere
Emanuel Gut wuchs in Magden im Kanton Aargau auf. Nach Abschluss der Sekundarschule absolvierte er eine kaufmännische Lehre als Speditionskaufmann. Während dieser Zeit befasste er sich intensiv mit der Musik und schrieb bereits erste Lieder.
Er startete seine Karriere bei der Pop-Rock-Band Myron, die aus ihm und seinem Freund Chris Haffner besteht. Die erfolgreichste Single ist One Step Closer, die die Top 10 der Schweizer Chart eroberte. Er lieferte den Gesang für DJ Antoines Songs Underneath und This Time. Seit 2009 arbeitet er mit dem Zürcher DJ Remady zusammen.
Die erste Single No Superstar wurde in mehreren europäischen Ländern ein Hit und erreichte gute Platzierungen in den Charts. In der Schweiz erreichte sie Platz 5 und war insgesamt 32 Wochen lang in der Chart. Durch diesen Erfolg wurde sie danach auch in den USA vom Musiklabel Ultra Records veröffentlicht. 2010 erschien eine Remix-Single des Songs, bei der die beiden Musiker Lumidee und Chase Manhattan mitwirkten. Mit dieser Version erreichten sie auch eine Platzierung in den deutschen Singlecharts. Daraufhin erschienen weitere erfolgreiche Singles wie Save Your Heart, The Way We Are oder Give Me a Sign.
2012 erschien das Album The Original, welches Manu-L zusammen mit Remady veröffentlichte. Auf dem Album sind neue Songs und Remixe zu finden. Die erste Single-Auskopplung war Single Ladies. Der Song wurde ein Nummer-eins-Hit in der Schweizer Single-Chart. Alleine durch Downloads schafften es die beiden Songs Doing It Right und Higher Ground in die Schweizer Single-Chart. Beide Lieder erschienen 2012 auch als Single.
Im Frühjahr 2013 erschien die Single Hollywood Ending als 2k13-Version. Gleichzeitig erschien das Album The Original - 2k13 Edition. Der Song konnte auch direkt in die Schweizer Single-Charts einsteigen. Ebenso schaffte es der nicht als CD-Single erschienene Track It’s So Easy. Ebenfalls 2013 erschien die Single Holidays von ihm und Remady, welche in Deutschland und Österreich veröffentlicht wurde. Bereits nach einer Woche konnte der Track die Single-Charts erreichen und in der zweiten Woche bis auf Platz drei steigen.
2014 erschienen die Singles In My Dreams und Waiting for, als Vorab-Single-Auskopplungen ihres gemeinsamen Studioalbums 1+1=3. Parallel mit dem Album erschien am 1. Mai 2015 die Single Livin’ La Vida, bei der J-Son mitwirkte. Gemeinsam mit der deutschen Band Culcha Candela veröffentlichten sie am 14. August 2015 das Lied Together We Are One (Bring Back the Energy). Am 15. Januar 2016 veröffentlichten sie mit Another Day in Paradise eine Tropical-House-Version des gleichnamigen Liedes von Phil Collins. 2016 veröffentlichten sie das Lied L.I.F.E. Am 16. Juni 2017 erschien der Song Give Me Love, mit dem sie sich der Future-Bass-Szene anschlossen. Anfang 2018 veröffentlichten sie das Lied Back Again, gefolgt von Heaven im Sommer 2018.

## Diskografie
Studioalben

| Jahr | Titel                               | Höchstplatzierung, Gesamtwochen, AuszeichnungChartplatzierungen (Jahr, Titel, Platzierungen, Wochen, Auszeichnungen, Anmerkungen) | Höchstplatzierung, Gesamtwochen, AuszeichnungChartplatzierungen (Jahr, Titel, Platzierungen, Wochen, Auszeichnungen, Anmerkungen) | Höchstplatzierung, Gesamtwochen, AuszeichnungChartplatzierungen (Jahr, Titel, Platzierungen, Wochen, Auszeichnungen, Anmerkungen) | Höchstplatzierung, Gesamtwochen, AuszeichnungChartplatzierungen (Jahr, Titel, Platzierungen, Wochen, Auszeichnungen, Anmerkungen) | Anmerkungen                            |
| Jahr | Titel                               | DE | AT | CH | FR | Anmerkungen                            |
| ---- | ----------------------------------- | --- | --- | --- | --- | -------------------------------------- |
| 2012 | The Original                        | — | — | CH5 Gold · (14 Wo.)CH | — | Erstveröffentlichung: 23. März 2012    |
| 2013 | The Original (2K13 Edition)         | — | — | CH3 (12 Wo.)CH | — | Erstveröffentlichung: 22. Februar 2013 |
| 2013 | The Original (2K13 Holiday Edition) | — | — | CH9 (5 Wo.)CH | — | Erstveröffentlichung: 2. August 2013   |
| 2015 | 1+1=3                               | — | — | CH7 (5 Wo.)CH | — | Erstveröffentlichung: 1. Mai 2015      |